# Poulets à l'amende
Pour plus de détails, voir Fiche technique et Distribution.
Poulets à l'amende est un téléfilm policier franco-allemand réalisé par Stéphane Kurc, d’après un scénario de Christian Biegalski et diffusé le 7 février 1992 sur La Cinq. 
Rediffusion le 5 mai 1993 sur M6.

## Synopsis
Arnaud Gensac inspecteur malchanceux, perd sa carte de police, qui tombe dans les mains d’un graphiste témoin de l’assassinat d’un caïd du milieu… Et de graves ennuis commencent pour Arnaud…  

## Fiche technique
- Scénariste : Christian Biegalski
- Réalisateur : Stéphane Kurc
- Production : La Cinq
- Producteur : Jean-Pierre Guérin
- Genre :  Policier
- Création : ( France)
- Durée :  90 minutes
- Diffusion : 7 février 1992

## Distribution
- Jean-François Stévenin : Arnaud Gensac
- Jean-Claude Dreyfus : Leguern
- Constanze Engelbrecht : Alice Lenteric
- Roland Amstutz : Lesieur
- Bernard Pinet : Le Contrôleur RATP
- Yann Collette : Santoni